# Estádio Alfredo da Silva
O Estádio Alfredo da Silva, foi a casa do Grupo Desportivo da CUF vulgarmente conhecida por CUF do Barreiro e é atualmente a casa do Clube União Fabril e faz parte do complexo desportivo com o mesmo nome. O Estádio Alfredo da Silva tem capacidade para 21 498 espectadores.
Esta bonita infraestrutura afirma-se como uma mais-valia para o município do Barreiro, valorizando a cidade e a região. O projeto é da autoria do arquiteto português Joaquim Cabeça Padrão (1921-1993).
Por este estádio passaram grandes equipas nacionais como o SL Benfica, o Sporting CP ou o FC Porto e grandes equipas internacionais como o AC Milan, na altura na primeira participação do CUF na Taça das Cidades com Feiras, onde saiu derrotado por 2-0 do Lavradio.